# The Hall of Olden Dreams
Albums de Dark Moor
Shadowland
(1999) Gates of Oblivion
(2002)
The Hall of Olden Dreams est le deuxième album studio du groupe espagnol de power metal Dark Moor, sorti en 2000,,.

## Liste des pistes
1. The Ceremony - 1:31
2. Somewhere in Dreams - 4:51
3. Maid of Orleans - 5:04
4. Bells of Notre Dame - 4:47
5. Silver Lake - 5:17
6. Mortal Sin - 5:37
7. The Sound of the Blade - 3:57
8. Beyond the Fire - 6:11
9. Quest for the Eternal Fame - 6:48
10. Hand in Hand - 4:37